# Lukášovy vodopády
Lukášovy vodopády jsou menší kaskády v okrese Klatovy v Plzeňském kraji, na toku bezejmenného potoka, vlévajícího se před Zadními Hamry do Úhlavy.
Potok protéká přímo přírodní památkou Královský hvozd, která je součástí historického svébytného územního a geomorfologického celku Královský hvozd, známého působením a pobytem Králováků, tedy skupiny převážně německého obyvatelstva, osídlující šumavské pohraničí od 16. století a mající různá privilegia od krále, jemuž byli jako jedinému podřízení.
Někdy uváděná informace, že se jedná o dva vodopády mající výšku 3 a 4 metry, je zavádějící,[zdroj?] jedná se o postupně na strmém toku potoka na sebe navazující drobné kaskády, z nichž žádná jednotlivě obdobné výše nedosahuje. Od známějšího vodopádu Bílá strž jsou vodopády vzdáleny vzdušnou čarou asi 1 km.
Lukášovy vodopády jsou přístupné z Tolarské cesty, spojující Hamry a Zadní Hamry, a jsou vzdálené cca 600 metrů od zaniklého poutního místa Křížkov.